# Cyprien Ier d'Alexandrie
Cyprien Ier est pape et patriarche orthodoxe d'Alexandrie et de toute l'Afrique de 1766 à 1783.